# Ридик
„Ридик“ (на английски: Riddick) е научнофантастичен филм от 2013 г. на режисьора Дейвид Туи. Филмът е продължение на „Хрониките на Ридик“.

## Сюжет
Внимание:  Текстът по-долу разкрива сюжета на произведението (или части от него)!
Събитията във филма проследяват премеждията на Ричард Б. Ридик, след като става лидер на некромонгърите. Властта на Ридик е нестабилна и подкопана от желанието на част от поданиците му да управляват вместо него. При един опит да бъде убит, Ридик се спасява, макар и ранен, на населена с диви зверове планета. След лутания из нея той попада на изоставена станция, откъдето успява да изпрати сигнал, с който обявява присъствието си на планетата. Тъй като в някои части на Вселената, той все още е издирван престъпник, скоро на планета пристигат ловци на глави. Планът му да задигне кораб от ловците, за да се спаси, се затруднява от настъпващите климатични промени, а и от факта че някои от ловците не са дошли само за наградата за главата му...

## Актьорски състав
| Актьор         | Роля             |
| -------------- | ---------------- |
| Вин Дизел      | Ричард Ридик     |
| Матю Нейбъл    | полковник Джоунс |
| Жорди Моля     | Сантана          |
| Кейти Секоф    | Дал              |
| Дейв Батиста   | Диас             |
| Бокийм Уудбайн | Мос              |
| Раул Трухильо  | Локспър          |
| Карл Ърбан     | Ваако            |

## Награди и номинации
| Награда | Категория                        | Номиниран(и)                     | Резултат  |
| ------- | -------------------------------- | -------------------------------- | --------- |
| Сатурн  | Най-добър научнофантастичен филм | Най-добър научнофантастичен филм | номинация |